# Artemisia (film)
Pour les articles homonymes, voir Artemisia.
Pour plus de détails, voir Fiche technique et Distribution.
Artemisia est un film de procès franco-italo-allemand réalisé par Agnès Merlet, sorti en 1997. Il s'agit d'une biographie romancée de la peintre Artemisia Gentileschi.

## Synopsis
Artemisia Gentileschi, dix-sept ans, est la fille d'Orazio Gentileschi, un peintre italien de renom. Elle fait preuve de talent artistique et est encouragée par son père à peindre, car il espère qu'elle perpétuera son art à sa mort. Cependant, dans l’Italie du début du XVIIe siècle, il est interdit aux femmes de peindre des nus humains ou d’entrer à l’Académie des Arts. Orazio permet donc à sa fille d’étudier dans son atelier, bien qu’il lui interdit de voir des hommes nus. Déterminée, elle soudoie le pêcheur Fulvio avec un baiser pour lui permettre d’observer son corps.
Plus tard, Artemisia cherche la tutelle d'Agostino Tassi, qui peint des fresques dans le même bâtiment que son père, pour apprendre de lui l’art de la perspective. Tassi est un homme connu pour sa débauche nocturne et le duo perfectionne leur compétence en tant qu’artistes. Ils finissent par tomber amoureux et commencent à avoir des relations sexuelles. Le père d’Artemisia découvre le couple ensemble et intente un procès contre Tassi pour viol. Au cours du procès qui suit, l’état physique d’Artemisia est examiné par deux religieuses, puis elle est torturée par des cordes enroulées autour de ses doigts. Néanmoins, Artemisia nie avoir été violée et proclame leur amour mutuel. Tassi lui-même, dévasté par son sort, admet l’avoir violée afin d’arrêter son calvaire.

## Fiche technique
- Titre : Artemisia
- Réalisation : Agnès Merlet
- Scénario : Agnès Merlet, Patrick Amos et Christine Miller
- Photographie : Benoît Delhomme
- Musique : Krishna Levy
- Production : Conchita Airoldi, Patricia Allart, Samantha Antonnicola, Pino P. Dionisio, Patrice Haddad, Christoph Hahnheiser, Patrick Lancelot, Leo Pescarolo, Lilian Saly et Daniel Workmann
- Pays de production :  France,  Italie,  Allemagne
- Format : couleur
- Genre : biographique, drame, romance
- Durée : 98 minutes
- Date de sortie : 10 septembre 1997

## Distribution
- Valentina Cervi : Artemisia Gentileschi
- Michel Serrault : Orazio Gentileschi
- Miki Manojlovic : Agostino Tassi
- Luca Zingaretti : Cosimo Quorli
- Emmanuelle Devos : Costanza
- Frédéric Pierrot : Roberto
- Maurice Garrel : Le juge
- Brigitte Catillon : Tuzia
- Yann Trégouët : Fulvio
- Jacques Nolot : L'Avocat
- Silvia De Santis : Marisa
- Renato Carpentieri : Nicolo
- Dominique Reymond : La sœur de Tassi
- Liliane Rovère : La femme du riche marchand
- Alain Ollivier : Le Duc
- Patrick Lancelot
- Sami Bouajila

## Distinctions

### Nominations
- 23e cérémonie des César
  - César de la meilleure photographie
  - César des meilleurs costumes
- 55e cérémonie des Golden Globes
  - Golden Globe du meilleur film étranger